# San Tommaso in Formis
San Tommaso in Formis, officiellt San Tommaso in Formis all'Arco di Dolabella, är en kyrkobyggnad i Rom, helgad åt den helige aposteln Tomas. Kyrkan är belägen vid Via di San Paolo della Croce i Rione Celio och tillhör församlingen Santa Maria in Domnica alla Navicella. Kyrkan innehas av Trinitarieorden.
Kyrkans tillnamn ”Formis” kommer av latinets fornix, ”valv”, ”båge”.

## Kyrkans historia
Kyrkan härstammar från 1100-talet. Den överläts år 1210 åt Trinitarieorden av påve Innocentius III (1198–1216).

## Interiören
Interiören hyser bland annat en målning av Girolamo Siciolante da Sermoneta: Madonnan och Barnet med de heliga Bonifatius och Franciskus av Assisi.